# Keith Whitley
Jessie Keith Whitley , känd som Keith Whitley, född 1 juli 1954 i Ashland, Kentucky, död 9 maj 1989 i Sandy Hook, Kentucky, var en amerikansk countrysångare. Hans korta karriär inom mainstreamcountry varade från 1984 och fram till hans död 1989. Han hade 19 singlar på Billboards countrylistor, bland dem fem raka ettor: "Don't Close Your Eyes", "When You Say Nothing at All", "I'm No Stranger to the Rain", "I Wonder Do You Think of Me" och "It Ain't Nothin'" (de två sista postumt).

## Utmärkelser
Asteroiden 4779 Whitley är uppkallad efter honom.

## Diskografi

### Studioalbum
| 1984                                          | A Hard Act to Follow - Label: RCA Nashville        | —  | —   | —  |            |
| 1985                                          | LA to Miami - Label: RCA Nashville                 | 26 | —   | —  |            |
| 1988                                          | Don't Close Your Eyes - Label: RCA Nashville       | 8  | 121 | 10 | - US: Gold |
| 1989                                          | I Wonder Do You Think of Me - Label: RCA Nashville | 2  | 115 | —  | - US: Gold |
| 1991                                          | Kentucky Bluebird - Label: RCA Nashville           | 45 | —   | 17 |            |
| 1995                                          | Wherever You Are Tonight - Label: BNA Records      | —  | —   | —  |            |
| "—" anger utgåvor som inte blev listplacerade |                                                    |    |     |    |            |

### Samlingsalbum
| År   | Titel                                                   | Topplacering | Topplacering | RIAA     |
| År   | Titel                                                   | US Country   | US           | RIAA     |
| ---- | ------------------------------------------------------- | ------------ | ------------ | -------- |
| 1990 | Greatest Hits                                           | 5            | 67           | Platinum |
| 1993 | The Very Best of Keith Whitley                          | —            | —            | —        |
| 1995 | Super Hits                                              | 51           | —            | Gold     |
| 1996 | The Essential Keith Whitley                             | —            | —            | —        |
| 1998 | Keith Whitley Remembered…The Encore Collection          | —            | —            | —        |
| 2000 | Sad Songs and Waltzes (återutgåva av Somewhere Between) | —            | —            | —        |
| 2002 | RCA Country Legends                                     | —            | —            | —        |
| 2003 | Platinum and Gold Collection                            | —            | —            | —        |
| 2006 | 16 Biggest Hits                                         | —            | —            | —        |
| 2007 | Keith Whitley: Collections                              | —            | —            | —        |

### Singlar
| 1984                                                                               | "Turn Me to Love"                                 | 59 | 57 | Hard Act to Follow          |
| 1984                                                                               | "A Hard Act to Follow"                            | 76 | —  | Hard Act to Follow          |
| 1985                                                                               | "I've Got the Heart for You"                      | 57 | —  | L.A. to Miami               |
| 1985                                                                               | "Miami, My Amy"                                   | 14 | 38 | L.A. to Miami               |
| 1986                                                                               | "Ten Feet Away"                                   | 9  | 16 | L.A. to Miami               |
| 1986                                                                               | "Homecoming '63"                                  | 9  | 25 | L.A. to Miami               |
| 1987                                                                               | "Hard Livin'"                                     | 10 | —  | L.A. to Miami               |
| 1987                                                                               | "Would These Arms Be in Your Way"                 | 36 | —  | Don't Close Your Eyes       |
| 1987                                                                               | "Some Old Side Road"                              | 16 | 32 | Don't Close Your Eyes       |
| 1988                                                                               | "Don't Close Your Eyes"                           | 1  | 2  | Don't Close Your Eyes       |
| 1988                                                                               | "When You Say Nothing at All"                     | 1  | *  | Don't Close Your Eyes       |
| 1989                                                                               | "I'm No Stranger to the Rain"                     | 1  | 1  | Don't Close Your Eyes       |
| 1989                                                                               | "I Wonder Do You Think of Me"                     | 1  | 1  | I Wonder Do You Think of Me |
| 1989                                                                               | "It Ain't Nothin'"                                | 1  | 1  | I Wonder Do You Think of Me |
| 1990                                                                               | "I'm Over You"                                    | 3  | 3  | I Wonder Do You Think of Me |
| 1990                                                                               | "'Til a Tear Becomes a Rose" (with Lorrie Morgan) | 13 | 13 | Greatest Hits               |
| 1991                                                                               | "Brotherly Love" (with Earl Thomas Conley)        | 2  | 6  | Kentucky Bluebird           |
| 1991                                                                               | "Somebody's Doin' Me Right"                       | 15 | 12 | Kentucky Bluebird           |
| 1995                                                                               | "Wherever You Are Tonight"                        | 75 | —  | Wherever You Are Tonight    |
| 2000                                                                               | "Sad Songs and Waltzes"                           | —  | —  | Sad Songs and Waltzes       |
| "—" anger utgåvor som inte blev listplacerade released * anger okänd listplacering |                                                   |    |    |                             |

### Musikvideor
| År   | Video                                    | Regissör        |
| ---- | ---------------------------------------- | --------------- |
| 1986 | "Homecoming '63"                         | Arnold Levine   |
| 1987 | "Hard Livin'"                            |                 |
| 1988 | "Don't Close Your Eyes"                  | Michael McClary |
| 1988 | "Honky Tonk Heart" (unreleased)          | Michael McClary |
| 1988 | "When You Say Nothing at All"            | Stephen Buck    |
| 1989 | "I'm No Stranger to the Rain"            | Stephen Buck    |
| 1989 | "It Ain't Nothin'"                       | Ethan Russell   |
| 1991 | "Brotherly Love" (w/ Earl Thomas Conley) | Jack Cole       |

### Fotnoter
1. 1 2  Whitburn, Joel (2006). - The Billboard Book of Top 40 Country Hits. - Second Edition. - New York: Billboard Books. - p.382. - ISBN 978-0-8230-8291-9.
2. ↑  Stambler, Irwin, and Grelun Landon (2000). - Country Music: The Encyclopedia. - New York: St. Martin's Press. - p.533. - ISBN 978-0-312-26487-1.
—Carlin, Richard (2003). - Country Music: A Biographical Dictionary. - New York: Routledge - p.427. - ISBN 978-0-415-93802-0.
—Larkin, Colin (1995). - The Guinness Encyclopedia of Popular Music. - New York: Stockton Press - P.4462. - ISBN 978-0-85112-662-3.
—Stanton, Scott (2003). - The Tombstone Tourist: Musicians. - New York: Pocket Books. - p.395. - ISBN 978-0-7434-6330-0.
—Hicks, Jack. - "Singer Keith Whitley's Memory Alive Through Songs, Love in Home Town". - The Kentucky Post. - 25 september 1991.
—"Country Music Star Keith Whitley Dead at 33". - Lexington Herald-Leader. - 10 maj 1989.
—Hurst, Jack. - "Whitley's Last Days". - Chicago Tribune. - 14 maj 1989.
—"Alcohol Kills Country Singer Keith Whitley". - United Press International. - (c/o The San Francisco Chronicle). - 10 maj 1989.
3. ↑  ”Minor Planet Center 4779 Whitley” (på engelska). Minor Planet Center. https://www.minorplanetcenter.net/db_search/show_object?object_id=4779. Läst 2 september 2023.

Den här artikeln är helt eller delvis baserad på material från engelskspråkiga Wikipedia.